# Lyman (Carolina del Sur)
Lyman es un pueblo ubicado en el Condado de Spartanburg en el estado estadounidense de Carolina del Sur. El pueblo en el año 2000 tiene una población de 2.659 habitantes en una superficie de 10.6 km², con una densidad poblacional de 252.5 personas por km². 

## Geografía
Lyman se encuentra ubicado en las coordenadas 34°57′23″N 82°7′28″O / 34.95639, -82.12444. Según la Oficina del Censo, el pueblo tiene un área total de 10,6 km² (4,1 mi²), de la cual 10,5 km² (4,1 mi²) es tierra y 0 km² (0 mi²) (0.25%) es agua.

### Localidades adyacentes
El siguiente diagrama muestra a las localidades en un radio de 12 kilómetros (7,5 mi) de Lyman.

## Demografía
En el 2000 la renta per cápita promedia del hogar era de $38.750, y el ingreso promedio para una familia era de $47.900. El ingreso per cápita para la localidad era de $19.431. En 2000 los hombres tenían un ingreso per cápita de $31.500 contra $22.950 para las mujeres. Alrededor del 7.20% de la población estaba bajo el umbral de pobreza nacional. 